# Darkside : Les Contes de la nuit noire
Pour plus de détails, voir Fiche technique et Distribution.
Darkside : Les Contes de la nuit noire (Tales from the Darkside: The Movie) est un film américain réalisé par John Harrison, sorti en 1990. Bien que le titre français ne l'indique pas, il s'agit d'un dérivé de la série télévisée Histoires de l'autre monde (Tales from the Darkside en version originale).

## Synopsis
Pour éviter de finir dans l’assiette d’une cannibale, un petit garçon raconte à son bourreau trois histoires d’horreurs : une momie ressuscitée pour les besoins d’une vengeance, un chat noir maléfique traqué par un tueur à gages, et un pacte conclu entre un monstre ailé et un artiste paumé.

## Fiche technique
- Titre : Darkside : Les Contes de la nuit noire
- Titre original : Tales from the Darkside: The Movie
- Réalisation : John Harrison
- Scénario : segment Lover's Vow : Michael McDowell, segment Lot 249 : Michael McDowell d'après Arthur Conan Doyle, segment Cat From Hell : George A. Romero  d'après la nouvelle Un chat d'enfer de Stephen King
- Musique : John Harrison, Chaz Jankel, Jim Manzie et Pat Regan
- Photographie : Robert Draper
- Montage : Harry B. Miller III
- Décors : Ruth Ammon et Jacqueline Scarfo Jacobson
- Costumes : Ida Gearon
- Production : Mitchell Galin (en), David R. Kappes et Richard P. Rubinstein
- Société de distribution : Paramount Pictures
- Pays de production :  États-Unis
- Langue : anglais
- Format : Couleur - Dolby - 35 mm - 1.85:1
- Genre : Comédie horrifique et fantastique
- Durée : 93 min
- Budget : 3 500 000 $ (estimation)
- Dates de sortie : 
  - États-Unis : 4 mai 1990
  - France : 15 mai 1991

## Distribution
- Deborah Harry (VF : Anne Jolivet) : Betty
- Matthew Lawrence : Timmy

### Segment 1Lot 249
- Christian Slater (VF : Daniel Lafourcade) : Andy
- Steve Buscemi (VF : Éric Legrand) : Edward Bellingham
- Robert Sedgwick (VF : Julien Kramer) : Lee
- Julianne Moore (VF : Virginie Ledieu) : Susan
- George Guidall : le directeur du muséum
- Kathleen Chalfant : Dean

### Segment 2Cat From Hell
- David Johansen (VF : Jacques Richard) : Halston
- William Hickey (VF : Henri Labussière) : Drogan
- Alice Drummond : Carolyn
- Dolores Sutton : Amanda
- Mark Margolis : Richard Gage

### Segment 3Lover's Vow
- James Remar (VF : Jean Barney) : Preston
- Rae Dawn Chong (VF : Maïk Darah) : Carola
- Robert Klein (VF : Roger Lumont) : Wyatt
- Ashton Wise : Jer
- Philip Lenkowsky : Maddox

## Accueil
Le film a connu un certain succès commercial, rapportant environ 16 320 000 $ au box-office en Amérique du Nord et 37 000 000 $ au niveau mondial pour un budget de 3 500 000 $. En France, il a réalisé 171 429 entrées.
Il a reçu un accueil critique défavorable, recueillant 31 % de critiques positives, avec une note moyenne de 4,6/10 et sur la base de 16 critiques collectées, sur le site agrégateur de critiques Rotten Tomatoes.

## Distinctions
- Grand prix au Festival international du film fantastique d'Avoriaz 1991